# Mazeirat

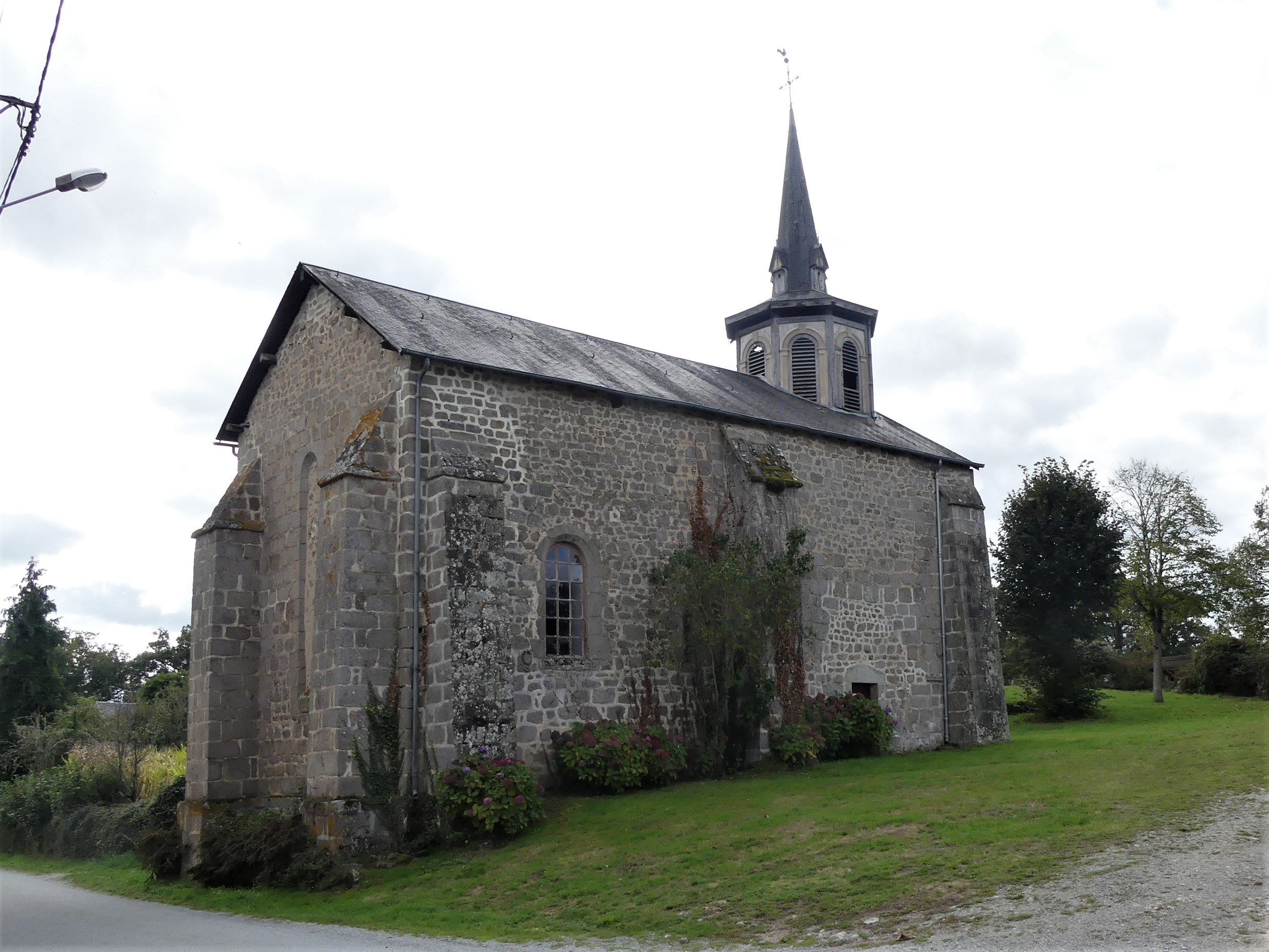
Die Kirche von Mazeirat. Ansicht von Nordosten

Mazeirat ist eine Gemeinde in Frankreich. Sie gehört zur Region Nouvelle-Aquitaine, zum Département Creuse, zum Arrondissement Guéret und zum Kanton Ahun.

## Geographie
Sie grenzt im Nordwesten an Saint-Laurent, im Nordosten an Pionnat, im Südosten an Ahun, im Süden an Saint-Hilaire-la-Plaine, im Südwesten an Saint-Yrieix-les-Bois und im Westen an La Saunière.

## Bevölkerungsentwicklung
| Jahr      | 1962 | 1968 | 1975 | 1982 | 1990 | 1999 | 2008 | 2012 |
| --------- | ---- | ---- | ---- | ---- | ---- | ---- | ---- | ---- |
| Einwohner | 178  | 164  | 162  | 162  | 142  | 137  | 138  | 138  |